# Lisy (rejon jaworowski)
Lisy (ukr. Ліс) – wieś na Ukrainie, w rejonie jaworowskim obwodu lwowskiego.